# 全国政协主席外事访问列表
全国政协主席外事访问列表收录自中国人民政治协商会议第一届全体会议于1949年9月30日选举产生中国人民政治协商会议第一届全国委员会以来，历任全国政协主席所进行的外事访问。

## 毛泽东主席/名誉主席出访行程
截至1976年9月9日，毛泽东未曾以全国政协主席或者全国政协名誉主席身份出国访问。毛泽东在全国政协主席任内以及担任全国政协名誉主席期间共访问2个大洲1国。包括：
- 到访2次：
  -  苏联（1949年12月，1957年11月）[1]

## 邓小平主席出访行程
截至1983年6月22日，邓小平未曾以全国政协主席身份出国访问，其在全国政协主席任内共访问2个大洲6国。包括：
- 到访2次：
  -  （1978年9月，1982年4月[2]）
  -  日本（1978年9月，1979年2月）
- 到访1次：
  - 1978年： 泰國， 马来西亚， 新加坡
  - 1979年： 美国[3]

## 李瑞环主席出访行程
截至2003年3月14日，李瑞环以全国政协主席身份共访问6个大洲57国。包括（含技术经停）：
- 到访2次：
  -  新加坡（1995年12月，2001年11月）
- 到访1次：
  - 1993年： 尼泊尔王国， 印度， 巴基斯坦
  - 1994年： 芬兰， 瑞典， 挪威， 丹麦， 比利时
  - 1995年： 古巴， 牙买加， 巴西， 智利， 柬埔寨， 緬甸聯邦， 马来西亚， 泰國
  - 1996年： 波蘭， 荷蘭， 奥地利， 瑞士， 俄羅斯
  - 1997年： 葡萄牙， 希腊， 德国， 越南， 新西兰， 
  - 1998年： 羅馬尼亞， 義大利， 西班牙， 法國
  - 1999年： ， 阿联酋， 阿曼， 埃及， 斯里蘭卡， 馬爾地夫， 日本
  - 2000年： 加拿大， 委內瑞拉， 千里達及托巴哥， 秘魯
  - 2001年： 模里西斯， 南非， 摩洛哥， 土耳其， 斐济， 
  - 2002年： 保加利亚， 斯洛維尼亞， 乌克兰， 英国
  - 2003年： 坦桑尼亚， 纳米比亚， 尚比亞
- 技术经停：
  - 2003年： 塞舌尔

| 国家           | 地点                        | 日期                   | 简介 |
| -------------- | --------------------------- | ---------------------- | --- |
| 尼泊尔王国     | 加德满都                    | 1993年11月25日-29日    | 对尼泊尔进行正式友好访问。分别会见尼泊尔国王比兰德拉、尼泊尔上院议长卡尔基、尼泊尔首相柯伊拉腊、尼泊尔下院议长东加纳、尼泊尔上议院反对党团领袖尼帕尔和下议院反对党团领袖阿迪卡里。这是中国人民政协主席的首次出访。                           |
| 印度           | 孟买 新德里 阿格拉          | 1993年11月29日-12月4日 | 对印度进行正式友好访问。分别会见印度总统夏尔马、印度总理拉奥、印度联邦院副议长海普图拉、印度外长辛格、印度议会人民院议长帕蒂尔。 |
| 巴基斯坦       | 伊斯兰堡 拉合尔 卡拉奇      | 1993年12月4日-9日      | 对巴基斯坦进行正式友好访问。分别会见巴基斯坦总统莱加利、巴基斯坦总理贝·布托、巴基斯坦参议院主席萨贾德和巴基斯坦国民议会议长吉拉尼。 |
| 芬兰           |                             | 1994年5月2日-21日      | |
| 瑞典           |                             | 1994年5月2日-21日      | |
| 挪威           |                             | 1994年5月2日-21日      | |
| 丹麦           |                             | 1994年5月2日-21日      | |
| 比利时         |                             | 1994年5月2日-21日      | |
| 古巴           |                             | 1995年6月12日-29日     | 这是全国政协主席对拉美国家的首次访问。 |
| 牙买加         |                             | 1995年6月12日-29日     | |
| 巴西           |                             | 1995年6月12日-29日     | |
| 智利           |                             | 1995年6月12日-29日     | |
| 柬埔寨         |                             | 1995年12月5日-27日     | 这是全国政协主席首次出访东南亚地区。 |
| 緬甸聯邦       |                             | 1995年12月5日-27日     | |
| 马来西亚       |                             | 1995年12月5日-27日     | |
| 新加坡         |                             | 1995年12月5日-27日     | |
| 泰國           |                             | 1995年12月5日-27日     | |
| 波蘭           |                             | 1996年9月5日-26日      | |
| 荷蘭           |                             | 1996年9月5日-26日      | |
| 奥地利         |                             | 1996年9月5日-26日      | |
| 瑞士           |                             | 1996年9月5日-26日      | |
| 俄羅斯         |                             | 1996年9月5日-26日      | |
| 葡萄牙         |                             | 1997年5月26日-6月11日  | |
| 希腊           |                             | 1997年5月26日-6月11日  | |
| 德国           |                             | 1997年5月26日-6月11日  | |
| 越南           |                             | 1997年12月7日-19日     | |
| 新西兰         |                             | 1997年12月7日-19日     | |
|                |                             | 1997年12月7日-19日     | |
| 羅馬尼亞       |                             | 1998年5月日-日         | |
| 義大利         |                             | 1998年5月日-日         | |
| 西班牙         |                             | 1998年5月日-日         | |
| 法國           |                             | 1998年5月日-日         | |
|                | 汉城 庆州 济州              | 1999年5月9日-15日      | 对韩国进行正式友好访问。此访适逢美国轰炸中国驻南联盟大使馆事件。 |
| 阿联酋         | 阿布扎比                    | 1999年5月15日-17日     | 对阿联酋进行正式友好访问。 |
| 阿曼           | 马斯喀特                    | 1999年5月17日-21日     | 对阿曼进行正式友好访问。 |
| 埃及           | 开罗 亞歷山卓               | 1999年5月21日-26日     | 对埃及进行正式友好访问。 |
| 斯里蘭卡       | 科伦坡 康提                 | 1999年12月2日-5日      | 对斯里兰卡进行正式友好访问。探望斯里兰卡总理班达拉奈克夫人，分别会见斯里兰卡议会议长拉特纳亚克、斯里兰卡总统库马拉通加。 |
| 馬爾地夫       | 马累                        | 1999年12月5日-7日      | 对马尔代夫进行正式友好访问。分别会见马尔代夫议会议长阿卜杜拉·哈米德、马尔代夫总统加尧姆。 |
| 日本           | 东京 大阪 神户（兵库） 长崎 | 1999年12月8日-16日     | 对日本进行正式友好访问。拜会日本天皇明仁。分别会见日本国会众议院议长伊藤宗一郎和参议院议长斋藤十朗、日本首相小渊惠三、日本外务大臣河野洋平、日本公明党代表神崎武法、民主党代表鸠山由纪夫、自民党干事长森喜朗和日本前首相桥本龙太郎、羽田孜。 |
| 加拿大         | 渥太华 多伦多 温哥华        | 2000年5月8日-14日      | 对加拿大进行正式友好访问。分别会见加拿大总督克拉克森（伍冰枝）、加拿大总理克雷蒂安。这是中国全国政协主席首次对加拿大进行正式友好访问。 |
| 委內瑞拉       | 加拉加斯                    | 2000年5月14日-17日     | 对委内瑞拉进行正式友好访问。 |
| 千里達及托巴哥 | 西班牙港                    | 2000年5月17日-19日     | 对特立尼达和多巴哥进行正式友好访问。分别会见特立尼达和多巴哥总理潘戴、特立尼达和多巴哥总统鲁滨逊会见、特多参议长。 |
| 秘魯           | 利马                        | 2000年5月19日-21日     | 对秘鲁进行正式友好访问。分别会见秘鲁总统藤森、秘鲁国会主席玛尔塔·伊尔德布兰特、秘鲁部长会议主席阿尔韦托·布斯塔曼特、秘鲁外交部长费尔南多·德特拉塞格涅斯                                                                                      |
| 模里西斯       | 路易港                      | 2001年4月16日-19日     | 对毛里求斯进行正式友好访问。分别会见毛里求斯总统乌蒂姆、毛里求斯总理贾格纳特、毛里求斯国民议会议长拉姆纳和毛里求斯副总理贝朗热。 |
| 南非           | 开普敦 比勒陀利亚           | 2001年4月19日-25日     | 对南非进行正式友好访问。分别会见南非总统姆贝基、南非副总统祖马、南非国民议会议长金瓦拉和南非全国省级事务委员会主席潘多。 |
| 摩洛哥         | 拉巴特                      | 2001年4月25日-28日     | 对摩洛哥进行正式友好访问。分别会见摩洛哥国王、摩洛哥首相优素菲和摩洛哥众、参两院议长。 |
| 土耳其         | 伊斯坦布尔 安卡拉           | 2001年4月28日-5月3日   | 对土耳其进行正式友好访问。分别会见土耳其总理埃杰维特和土耳其议会外委会代主席，与土议长伊兹吉举行会谈。 |
| 斐济           | 楠迪 苏瓦                   | 2001年11月10日-15日    | 对斐济进行正式友好访问。分别会见斐济总统伊洛伊洛、斐济众、参两院议长、斐济外交外贸部长塔沃拉、斐济代总统塞尼洛利、斐济总理恩加拉塞。 |
|                | 莫尔斯比港                  | 2001年11月15日-18日    | 对巴布亚新几内亚进行正式友好访问。分别会见巴布亚新几内亚议长、巴布亚新几内亚外长、巴布亚新几内亚总理、巴布亚新几内亚总督阿托帕尔 |
| 新加坡         | 新加坡                      | 2001年11月18日-23日    | 对新加坡进行正式友好访问。分别会见新加坡总统纳丹、新加坡总理吴作栋、新加坡内阁资政李光耀、新加坡国会议长陈树群，参观新加坡孙中山南洋纪念馆。                                                                                                 |
| 保加利亚       | 索非亚                      | 2002年5月日-19日       | 对保加利亚进行正式友好访问。分布会见保加利亚总统珀尔瓦诺夫、保加利亚总理，与保加利亚国民议会主席格尔吉科夫会谈。 |
| 斯洛維尼亞     | 卢布尔雅那                  | 2002年5月19日-22日     | 对斯洛文尼亚进行正式友好访问。 |
| 乌克兰         | 基辅 辛菲罗波尔             | 2002年5月22日-26日     | 对乌克兰进行正式友好访问。会见乌克兰总统库奇马、乌克兰总理，同乌克兰最高苏维埃主席团负责人会谈。 |
| 英国           | 伦敦                        | 2002年5月26日-日       | 对英国进行正式友好访问。会见英国首相托尼·布莱尔。 |
| 坦桑尼亚       |                             | 2003年2月9日-12日      | 此访原订于2002年第四季度进行，后因故推迟。 |
| 纳米比亚       | 温得和克                    | 2003年2月12日-日       | 对纳米比亚进行正式友好访问。与纳米比亚全国委员会主席内霍瓦会谈，会见纳米比亚总统努乔马、纳米比亚议长奇滕德罗、第三级教育和职业教育部长。此访原订于2002年第四季度进行，后因故推迟。                                                           |
| 尚比亞         |                             | 2003年2月9日-19日      | 此访原订于2002年第四季度进行，后因故推迟。 |
| 塞舌尔         | 维多利亚                    | 2003年2月20日左右      | 回国途中过境经停。会见塞舌尔国民议会议长弗朗西斯·麦格雷戈。 |

## 贾庆林主席出访行程
截至2013年3月11日，贾庆林以全国政协主席身份共访问6个大洲61国。包括（含技术经停）：
- 到访2次：
  -  马来西亚（2006年3月，2013年2月）
  -  柬埔寨（2008年12月，2013年2月出席柬埔寨太皇西哈努克葬礼）
- 到访1次：
  - 2003年： 印度， 斯里蘭卡， ， 尼泊尔王国， 巴基斯坦
  - 2004年： ， 奥地利， 西班牙， 葡萄牙
  - 2005年： 墨西哥， 古巴， 哥伦比亚， 乌拉圭
  - 2006年： 越南， 印度尼西亞， 英国， 立陶宛， 爱沙尼亚， 乌克兰
  - 2007年： 突尼西亞， ， 辛巴威， ， 日本
  - 2008年： 羅馬尼亞， 匈牙利， 斯洛維尼亞， ， 约旦， 土耳其， 
  - 2009年： 菲律賓， 秘魯， ， 巴西
  - 2010年： 喀麦隆， 纳米比亚， 南非， 叙利亚， 波蘭， 阿曼， 
  - 2011年： 緬甸， ， 萨摩亚， 希腊， 荷蘭， 德国
  - 2012年： 衣索比亞， 新西兰， ， 泰國， 義大利， ， 阿根廷
- 技术经停：
  - 2004年： 馬爾他
  - 2005年： 斐济
  - 2009年： 法屬玻里尼西亞
  - 2010年： 留尼汪
  - 2012年： 阿联酋， 马来西亚

| 国家           | 地点                                   | 日期                   | 简介 |
| -------------- | -------------------------------------- | ---------------------- | --- |
| 印度           | 新德里 阿格拉 海德拉巴                 | 2003年11月23日-27日    | 对印度进行正式友好访问。分别会见印度总理瓦杰帕伊、印度副总统兼联邦院议长谢卡瓦特、印度外长亞舒旺特·辛哈、印度人民院议长乔希。 |
| 斯里蘭卡       | 科伦坡                                 | 2003年11月27日-30日    | 对斯里兰卡进行正式友好访问。分别会见斯里兰卡总统库马拉通加夫人、斯里兰卡总理维克拉马辛哈，与斯里兰卡议长佩雷拉会谈。 |
|                | 达卡                                   | 2003年11月30日-12月2日 | 对孟加拉国进行正式友好访问。分别会见孟加拉国总统艾哈迈德、孟加拉国总理齐亚、孟加拉国民族主义党兼地方政府乡村发展与合作部长布延、外长莫西德·汗、反对党领袖人盟主席哈西娜、财长拉赫曼、卫生与家庭福利部部长孟中友协主席侯赛因，与孟加拉国议长西尔卡会谈。 |
| 尼泊尔王国     | 加德满都                               | 2003年12月2日-3日      | 对尼泊尔进行正式友好访问。分别会见尼泊尔国王贾南德拉、尼泊尔首相塔帕、尼泊尔国务委员会主席乔杜里、尼泊尔下议院议长拉纳巴特。 |
| 巴基斯坦       | 伊斯兰堡 拉合尔                        | 2003年12月3日-7日      | 对巴基斯坦进行正式友好访问。分别会见巴基斯坦总统穆沙拉夫、巴基斯坦总理贾迈利、巴基斯坦国民议会议长侯赛因，与巴基斯坦参议院主席苏姆罗会谈。 |
|                | 汉城 浦项 蔚山 庆州 釜山               | 2004年8月26日-29日     | 对韩国进行正式友好访问。分别会见韩国总统卢武铉、韩国总理李海瓒、韩国国会议长金元基。 |
| 奥地利         | 萨尔茨堡 圣吉尔根 维也纳               | 2004年8月30日-9月2日   | 对奥地利进行正式友好访问。分别会见奥地利总统菲舍尔、奥地利总理许塞尔、奥地利国民议会议长科尔。与奥地利联邦议会议长哈泽尔巴赫举行会谈。 |
| 馬爾他         | 瓦莱塔                                 | 2004年9月3日           | 前往西班牙访问途中经停马耳他。会见马耳他议长塔伯恩。 |
| 西班牙         | 巴塞罗那 马德里                        | 2004年9月3日-日        | 对西班牙进行正式友好访问。会见西班牙国王胡安·卡洛斯一世、西班牙众议院议长马林、国际奥委会终身名誉主席萨马兰奇、西班牙加泰罗尼亚自治区主席马拉加尔、加泰罗尼亚自治区议会议长贝纳奇，与西班牙参议院议长罗霍举行会谈。 |
| 葡萄牙         | 波尔图 里斯本                          | 2004年9月日-10日       | 对葡萄牙进行正式友好访问。会见葡萄牙总统桑帕约、葡萄牙国务部长兼经济事务和劳工部长巴雷托，同葡萄牙议长阿马拉尔举行会谈。 |
| 墨西哥         | 坎昆 墨西哥城                          | 2005年5月9日-12日      | 对墨西哥进行正式友好访问。分别会见墨西哥金塔纳罗奥州州长、墨西哥总统福克斯、墨西哥参议长费尔南德斯和前总统埃切维利亚。 |
| 古巴           | 哈瓦那                                 | 2005年5月12日-15日     | 对古巴进行正式友好访问。会见古巴国务委员会主席兼部长会议主席卡斯特罗，与古巴全国人民政权代表大会主席阿拉尔孔举行会谈。此访未以中共中央政治局常委身份往访。 |
| 哥伦比亚       | 波哥大                                 | 2005年5月15日-18日     | 对哥伦比亚进行正式友好访问。分别会见哥伦比亚总统乌里韦、哥伦比亚众议院议长哈丁，同哥伦比亚国会主席戈麦斯举行会谈，在哥伦比亚国会发表演讲。 |
| 乌拉圭         | 蒙得维的亚                             | 2005年5月18日-20日     | 对乌拉圭进行正式友好访问。会见乌拉圭总统巴斯克斯，与乌拉圭副总统兼国会主席诺沃亚举行会谈。 |
| 斐济           | 楠迪                                   | 2005年5月22日          | 过境。会见斐济总理恩加拉塞。 |
| 越南           | 河内                                   | 2006年3月20日-24日     | 对越南进行正式友好访问。分别会见越共中央总书记农德孟、越南国家主席陈德良、越南总理潘文凯，同越南祖国阵线主席范世阅举行会谈。此访以中共中央政治局常委和全国政协主席双重身份往访。 |
| 印度尼西亞     | 巴厘岛 雅加达                          | 2006年3月24日-28日     | 对印度尼西亚进行正式友好访问。分别会见印尼副总统优素福·卡拉、印度尼西亚总统苏西洛、印尼人民协商会议主席和地方代表理事会议长。 |
| 马来西亚       | 吉隆坡                                 | 2006年3月28日-日       | 对马来西亚进行正式友好访问。分别会见马来西亚总理阿都拉·巴达威、马来西亚前总理马哈迪·莫哈末、马来西亚最高元首西拉杰丁、马来西亚国会下议院议长拉姆利，与马来西亚国会上议院议长哈米德举行会谈。 |
| 英国           | 伯明翰 伦敦                            | 2006年10月22日-日      | 对英国进行正式友好访问。分别会见英国首相布莱尔、英国议会上院议长、英国议会下院议长，在英中贸易协会发表演讲，会见海外藏胞阿贡活佛。 |
| 立陶宛         | 维尔纽斯                               | 2006年10月26日-日      | 对立陶宛进行正式友好访问。分别会见立陶宛总统阿达姆库斯、立陶宛总理基尔基拉斯，与立陶宛议长举行会谈。 |
| 爱沙尼亚       | 塔林                                   | 2006年10月28日-日      | 对爱沙尼亚进行正式友好访问。分别会见爱沙尼亚总统伊尔韦斯、爱沙尼亚总理安西普，与爱沙尼亚议长会谈。 |
| 乌克兰         | 基辅 辛菲罗波尔                        | 2006年10月30日-日      | 对乌克兰进行正式友好访问。分别会见乌克兰总统尤先科、乌克兰总理亚努科维奇、乌克兰克里米亚自治共和国领导人，与乌克兰最高苏维埃主席会谈。 |
| 突尼西亞       | 突尼斯                                 | 2007年4月15日-18日     | 对突尼斯进行正式友好访问。分别会见突尼斯总统本·阿里、突尼斯总理加努希、突尼斯众议院议长迈巴扎，与突尼斯参议长卡拉勒举行会谈，看望中国援助突尼斯医疗队队员。 |
|                | 阿克拉                                 | 2007年4月18日-20日     | 对加纳进行正式友好访问。会见加纳总统库福尔，与加纳议长休斯举行会谈 |
| 辛巴威         | 哈拉雷 北马塔贝莱兰省                  | 2007年4月20日-23日     | 对津巴布韦进行正式友好访问。会见津巴布韦总统穆加贝，同津巴布韦众议长、津巴布韦参议长会谈，看望中国青年志愿者赴津巴布韦服务队。 |
|                | 内罗毕                                 | 2007年4月23日-26日     | 对肯尼亚进行正式友好访问。分别会见肯尼亚总统齐贝吉、联合国人居署和环境署执行主任，与肯尼亚国民议会议长举行会谈，出席中肯经贸合作论坛开幕式并发表演讲，出席肯尼亚首都市政道路改造项目开工仪式。 |
| 日本           | 东京 神户 大阪 北海道札幌 北海道洞爷湖 | 2007年9月12日-17日     | 对日本国进行正式友好访问。分别会见日本众议院议长河野洋平、日本参议长江田五月、日本民主党党首小泽一郎、日本公明党党首太田昭宏、日本自民党干事长麻生太郎、政调会长石原伸晃、总务会长二阶俊博、日本外务大臣町村信孝、日本经产大臣甘利明、国土交通大臣冬柴铁三、环境大臣鸭下一郎、日本前首相森喜朗、日本共产党委员长志位和夫、日本社民党党首福岛瑞穗、大阪府知事太田房江、大阪市长关淳一、兵库县知事井户敏三、神户市长矢田立郎、北海道知事高桥春美和札幌市长上田文雄，出席第九届世界华商大会。此访适逢日本首相安倍晋三辞职。 |
| 羅馬尼亞       | 布加勒斯特                             | 2008年5月4日-7日       | 对罗马尼亚进行正式友好访问。分别会见罗马尼亚众议长奥尔泰亚努、罗马尼亚总统伯塞斯库，与罗马尼亚参议院议长沃克罗尤举行会谈，在罗马尼亚参议院发表演讲。 |
| 匈牙利         | 布达佩斯                               | 2008年5月7日-10日      | 对匈牙利进行正式友好访问。分别会见匈牙利总理久尔恰尼、匈牙利前总理迈杰希，与匈牙利国会主席西利会谈。此访适逢汶川大地震。 |
| 斯洛維尼亞     | 卢布尔雅那                             | 2008年5月10日-13日     | 对斯洛文尼亚进行正式友好访问。分别会见斯洛文尼亚总统图尔克、斯洛文尼亚总理扬沙、斯洛文尼亚国民委员会主席卡夫契奇和副议长佩切。 |
|                | 萨格勒布                               | 2008年5月13日-15日     | 对斯洛文尼亚进行正式友好访问。分别会见克罗地亚总理萨纳德，同克罗地亚议长贝比奇举行会谈，出席中克经贸论坛并致辞。（因汶川大地震，提前结束欧洲之行回京） |
| 约旦           | 安曼                                   | 2008年11月23日-26日    | 对约旦进行正式友好访问。分别会见约旦国王阿卜杜拉二世、约旦首相扎哈比、约旦众议长马贾利，与约旦参议长里法伊举行会谈。 |
| 土耳其         | 安卡拉 伊斯坦布尔                      | 2008年11月26日-30日    | 对土耳其进行正式友好访问。分别会见土耳其总统居尔、土耳其总理埃尔多安，与土耳其大国民议会议长托普坦举行会谈，出席中东技术大学孔子学院挂牌仪式，在中土经贸合作论坛发表演讲。 |
|                | 万象                                   | 2008年12月1日-2日      | 对老挝进行正式友好访问。分别会见老挝国家副主席本南、老挝国会主席通辛、老挝总理波松，与老挝建国阵线中央委员会主席西沙瓦会谈。此访以中共中央政治局常委和全国政协主席双重身份往访。 |
| 柬埔寨         | 金边 暹粒                              | 2008年12月2日-6日      | 对柬埔寨进行正式友好访问。分别会见柬埔寨国王西哈莫尼、柬埔寨首相洪森、柬埔寨国会主席韩桑林，与柬埔寨参议院主席谢辛会谈，出席中柬建交50周年庆祝大会，出席中国援助修复柬埔寨周萨神殿工程竣工剪彩仪式并致辞。 |
| 菲律賓         | 马尼拉                                 | 2009年11月19日-20日    | 对菲律宾进行正式友好访问。分别会见菲律宾参议长恩里莱、菲律宾总统阿罗约、菲律宾代众议长维拉罗莎。 |
| 法屬玻里尼西亞 | 帕皮提                                 | 2009年11月20日-21日    | 前往秘鲁途中经停法属波利尼西亚首府帕皮提。会见法属波利尼西亚自治政府主席奥斯卡·特马鲁、法国驻法属波利尼西亚高级专员科尔拉。 |
| 秘魯           | 利马                                   | 2009年11月22日-23日    | 对秘鲁进行正式友好访问。与秘鲁国会主席阿尔瓦举行会谈，会见秘鲁总统加西亚。 |
|                | 基多                                   | 2009年11月23日-25日    | 对厄瓜多尔进行正式友好访问。与厄瓜多尔国民代表大会主席科尔德罗举行会谈，会见厄瓜多尔总统科雷亚，出席中厄企业家投资合作座谈会并讲话。 |
| 巴西           | 巴西利亚 福斯-杜伊瓜苏 马瑙斯          | 2009年11月25日-30日    | 对巴西进行正式友好访问。分别会见巴西总统卢拉、巴西联邦最高法院院长门德斯、巴西众议长特梅尔、亚马孙州州长布拉加，与巴西参议长兼国会主席萨尔内举行会谈，在巴西国会发表演讲，参观考察巴西伊泰普水电站。 |
| 喀麦隆         | 雅温得                                 | 2010年3月23日-25日     | 对喀麦隆进行正式友好访问。与喀麦隆国民议会议长卡瓦耶举行会谈，会见喀麦隆总统比亚。 |
| 纳米比亚       | 温得和克                               | 2010年3月25日-28日     | 对喀麦隆进行正式友好访问。与纳米比亚全国委员会主席卡佩雷会谈，会见纳米比亚总统波汉巴。 |
| 南非           | 开普敦 比勒陀利亚                      | 2010年3月28日-4月1日   | 对南非进行正式友好访问。与南非全国省级事务委员会主席马赫兰古会谈，会见南非总统祖马。 |
| 留尼汪         | 圣但尼                                 | 2010年4月1日-3日       | 回国途中经停留尼汪。会见法属留尼汪省长米歇尔·拉朗德。 |
| 叙利亚         | 大马士革 戈兰高地                      | 2010年10月29日-11月2日 | 对叙利亚进行正式友好访问。会见叙利亚总统巴沙尔、叙利亚总理奥特里、叙利亚人民议会议长阿卜拉什，与全国进步阵线副主席卡达哈会谈。 |
| 波蘭           | 华沙                                   | 2010年11月2日-6日      | 对波兰进行正式友好访问。分别会见波兰总统科莫罗夫斯基、波兰众议长谢蒂纳、波兰参议长博鲁塞维奇和波兰总理图斯克。 |
| 阿曼           | 马斯喀特                               | 2010年11月6日-9日      | 对阿曼进行正式友好访问。分别会见阿曼苏丹卡布斯、阿曼副首相法赫德、阿曼国家委员会主席曼齐里，同阿曼协商会议主席伊萨伊举行会谈。 |
|                | 阿斯塔纳                               | 2010年11月9日-11日     | 对哈萨克斯坦进行正式友好访问。分别会见哈萨克斯坦总统纳扎尔巴耶夫、哈萨克斯坦上院议长托卡耶夫、哈萨克斯坦总理马西莫夫，同哈萨克斯坦下院议长穆罕默德贾诺夫举行会谈。 |
| 緬甸           | 曼德勒 内比都 仰光                     | 2011年4月2日-5日       | 对缅甸进行正式友好访问。分别会见缅甸联邦共和国总统吴登盛、缅甸联邦议会议长兼民族院议长吴钦昂敏、缅甸曼德勒省行政长官吴耶敏，与缅甸人民院议长吴瑞曼会谈。这是中国全国政协领导人时隔16年对缅甸再次访问，贾庆林为缅甸新政府成立后接待的首位外国领导人。 |
|                | 珀斯 堪培拉 布里斯班 悉尼              | 2011年4月5日-10日      | 对澳大利亚进行正式友好访问。分别会见西澳州西澳州州督迈克尔、西澳州州长巴奈特、澳大利亚副众议长斯科特、澳大利亚总督布赖斯、昆士兰州州督文思麗、澳大利亚外长陆克文和新南威尔士州州长奥法雷尔，与澳大利亚总理吉拉德会谈。 |
| 萨摩亚         | 阿皮亚                                 | 2011年4月10日-13日     | 对萨摩亚进行正式友好访问。分别会见萨摩亚国家元首埃菲和萨摩亚议长拉乌利，与萨摩亚总理图伊拉埃帕举行会谈。 |
| 希腊           | 雅典 克里特岛                          | 2011年10月23日-27日    | 对希腊进行正式友好访问。与希腊议长佩察尔尼科斯会谈，分别会见希腊总统帕普利亚斯、克里特省省长阿尔纳乌塔基斯、希腊新民主党第一副主席阿弗拉莫普洛斯。 |
| 荷蘭           | 阿姆斯特丹 海牙                        | 2011年10月27日-30日    | 对荷兰进行正式友好访问。分别会见荷兰首相吕特、荷兰副首相费尔哈亨、荷兰议会一院议长德赫拉夫、荷兰议会二院副议长范贝克和荷兰外交大臣乌里尔·罗森塔尔。 |
| 德国           | 慕尼黑 斯图加特 柏林                   | 2011年10月30日-11月5日 | 对德国进行正式友好访问。分别会见德国巴伐利亚州议会议长施塔姆、德国总统武尔夫、德国戴姆勒集团公司董事长兼首席执行官蔡澈、勃兰登堡州州长普拉策克，与德国联邦参议院议长泽霍费尔会谈。 |
| 衣索比亞       | 亚的斯亚贝巴                           | 2012年1月27日-29日     | 对埃塞俄比亚进行正式友好访问，并出席非盟第十八届首脑会议开幕式。与埃塞俄比亚总理梅莱斯会谈、会见非盟轮值主席、赤道几内亚总统奥比昂、非盟委员会主席让·平、苏丹总统巴希尔、埃塞俄比亚总统吉尔马。出席非盟第十八届首脑会议开幕式并发表演讲，出席中国援建的非盟会议中心落成典礼。 |
| 阿联酋         | 迪拜                                   | 2012年1月30日-31日     | 回国途中经停迪拜。在迪拜酋长庄园会见阿拉伯联合酋长国副总统兼总理、迪拜酋长穆罕默德。 |
| 马来西亚       | 哥打基纳巴卢                           | 2012年4月13日-14日     | 访新途中技术性经停。分别会见沙巴州首席部长穆萨·阿曼、马来西亚前上议长王茀明。 |
| 新西兰         | 克赖斯特彻奇 惠灵顿                    | 2012年4月15日-18日     | 对新西兰进行正式友好访问。分别会见克赖斯特彻奇市市长帕克、新西兰议长洛克伍德·史密斯、新西兰总督迈特帕里、新西兰反对党工党领袖希勒，与新西兰代总理英格利希会谈，并出席中新国家博物馆互办展览启动仪式。 |
|                | 斯里巴加湾市                           | 2012年4月18日-20日     | 对文莱进行正式友好访问。分别会见文莱苏丹哈桑纳尔、文莱立法会议长伊萨。 |
| 泰國           | 普吉 曼谷 清迈                         | 2012年4月20日-25日     | 对泰国进行正式友好访问。分别会见泰国国王御代表诗琳通公主、泰国总理英拉、泰国国会主席兼下议院议长颂萨、泰国国会副主席兼上议院议长提拉德和泰国枢密院主席炳·廷素拉暖。 |
| 義大利         | 罗马 佛罗伦萨 巴勒莫                   | 2012年11月27日-12月3日 | 对意大利进行正式友好访问。分别会见意大利总统纳波利塔诺、意大利总理蒙蒂、意大利参议长斯基法尼、意大利众议长菲尼、意大利外长泰尔齐、托斯卡纳大区主席罗西、西西里大区主席克罗切塔。此访为全国政协主席时隔14年后再次访问意大利。 |
|                | 圣何塞                                 | 2012年12月3日-5日      | 对哥斯达黎加进行正式友好访问。分别会见哥斯达黎加总统钦奇利亚和哥斯达黎加立法大会主席格拉纳多斯，出席哥斯达黎加立法大会全会并发表演讲。此访为全国政协主席首次访问哥斯达黎加。 |
| 阿根廷         | 布宜诺斯艾利斯                         | 2012年12月5日-12日     | 对阿根廷进行正式友好访问。分别会见阿根廷总统克里斯蒂娜和阿根廷副总统兼参议长布杜。此访为全国政协主席首次访问阿根廷。 |
| 柬埔寨         | 金边                                   | 2013年2月3日-4日       | 出席柬埔寨太皇西哈努克葬礼。分别会见柬埔寨太后莫尼列和柬埔寨国王西哈莫尼、柬埔寨首相洪森。 |
| 马来西亚       | 吉隆坡 马六甲                          | 2013年2月4日-7日       | 应马来西亚政府邀请对马来西亚进行正式友好访问。分别会见马来西亚总理纳吉布、马来西亚最高元首哈利姆和马来西亚上议长阿布·扎哈尔。 |

## 俞正声主席出访行程
截至2018年3月14日，俞正声以全国政协主席身份共访问3个大洲16国。包括（含技术经停）：
- 到访1次：
  - 2013年： 芬兰， 瑞典， 丹麦
  - 2014年： 阿尔及利亚， 摩洛哥， 巴林， 约旦， 越南
  - 2015年： 泰國， 印度尼西亞
  - 2016年： 加彭， ， 
  - 2017年： 巴基斯坦， 斯里蘭卡
- 技术经停：
  - 2016年： 馬爾他

| 国家       | 地点              | 日期                 | 简介 |
| ---------- | ----------------- | -------------------- | --- |
| 芬兰       | 赫尔辛基          | 2013年5月30日-6月1日 | 对芬兰进行正式友好访问。会见芬兰总统尼尼斯特、芬兰总理卡泰宁，与芬兰议长海内卢奥马举行会谈。 |
| 瑞典       | 斯德哥尔摩 哥德堡 | 2013年6月1日-4日     | 对瑞典进行正式友好访问。会见瑞典国王卡尔十六世·古斯塔夫，与瑞典议长韦斯特贝里举行会谈，会见西哥特兰省省长贝克斯特伦。 |
| 丹麦       | 哥本哈根          | 2013年6月4日-7日     | 对丹麦进行正式友好访问。分别会见丹麦王储腓特烈、丹麦首相托宁-施密特，与丹麦议长吕克托夫特举行会谈。 |
| 阿尔及利亚 | 阿尔及尔          | 2014年11月1日-3日    | 对阿尔及利亚进行正式友好访问。分别会见阿尔及利亚总统布特弗利卡、阿尔及利亚总理塞拉勒、阿尔及利亚国民议会议长哈利法和阿尔及利亚外长拉马姆拉，并与阿尔及利亚民族院议长本·萨拉赫举行会谈。                                                              |
| 摩洛哥     | 拉巴特            | 2014年11月3日-5日    | 对摩洛哥进行正式友好访问。分别会见摩洛哥国王穆罕默德六世、摩洛哥政府首脑本·基兰和摩洛哥众议长阿拉米，并与摩洛哥参议长比亚迪拉进行会谈。 |
| 巴林       | 麦纳麦            | 2014年11月5日-7日    | 对巴林进行正式友好访问。分别会见巴林国王哈马德、王储萨勒曼、副首相穆罕默德、国民议会议长兼众议长扎赫拉尼，并与巴林协商会议主席阿里进行了会谈。 |
| 约旦       | 安曼              | 2014年11月7日-9日    | 对约旦进行正式友好访问。分别会见约旦国王阿卜杜拉二世、约旦首相恩苏尔、约旦众议院代议长萨法迪，并与约旦参议院议长拉瓦比德进行了会谈。 |
| 越南       | 河内              | 2014年12月25日-27日  | 应越南共产党中央委员会和越南祖国阵线邀请对越南进行正式访问。会见越共中央总书记阮富仲、越南国家主席张晋创、越南政府总理阮晋勇、越共中央书记处常务书记黎鸿英，并与越南祖国阵线主席阮善仁举行会谈。此访以中共中央政治局常委和全国政协主席双重身份往访。 |
| 泰國       | 清迈 曼谷         | 2015年7月21日-24日   | 对泰国进行正式友好访问。分别会见泰国国王御代表诗琳通公主、泰国总理巴育、泰国枢密院主席炳，并与泰国立法议会主席蓬贝举行会谈。 |
| 印度尼西亞 | 泗水 雅加达       | 2015年7月25日-28日   | 对印度尼西亚进行正式友好访问。分别会见印尼总统佐科、印度尼西亚人民协商会议主席祖尔基弗利、印度尼西亚国会议长诺凡托和地方代表理事会副主席法洛克。 |
| 馬爾他     | 瓦莱塔            | 2016年4月10日        | 前往非洲三国访问途中过境马耳他，会见马耳他议长法鲁贾。 |
| 加彭       | 利伯维尔          | 2016年4月11日-13日   | 对加蓬进行正式友好访问。分别会见加蓬总统邦戈、加蓬总理翁多和加蓬国民议会议长奥努维耶，并同加蓬参议院议长米勒布举行会谈。 |
|            | 阿比让            | 2016年4月13日-16日   | 对科特迪瓦进行正式友好访问。会见科特迪瓦总统瓦塔拉，同科特迪瓦国民议会议长索罗会谈。索罗议长向俞正声授予“科特迪瓦国家司令官荣誉勋位”。 |
|            | 阿克拉            | 2016年4月16日-19日   | 对加纳进行正式友好访问。会见加纳总统马哈马，同加纳议会议长阿伽霍举行会谈。 |
| 巴基斯坦   | 伊斯兰堡          | 2017年4月5日-6日     | 对巴基斯坦进行正式友好访问。分别会见巴基斯坦总统侯赛因、巴基斯坦总理谢里夫、巴基斯坦国民议会代议长阿巴西，并同巴基斯坦参议院主席拉巴尼举行会谈。 |
| 斯里蘭卡   | 科伦坡            | 2017年4月6日-8日     | 对斯里兰卡进行正式友好访问。分别会见斯里兰卡总统西里塞纳、斯里兰卡总理维克勒马辛哈，并同斯里兰卡议长卡鲁举行会谈。 |

## 汪洋主席出访行程
截至2023年3月10日，汪洋以全国政协主席身份共访问2个大洲6国。包括（含技术经停）：
- 到访1次：
  - 2018年： 刚果共和国， 乌干达， 
  - 2019年： 埃及， 阿曼，

| 国家       | 地点          | 日期                | 简介 |
| ---------- | ------------- | ------------------- | --- |
| 刚果共和国 | 布拉柴维尔    | 2018年6月11日-13日  | 对刚果（布）进行正式友好访问。分别会见总统萨苏、总理穆安巴和国民议会议长姆武巴，并同参议长恩戈洛进行会谈。                                                       |
| 乌干达     | 坎帕拉        | 2018年6月13日-15日  | 对乌干达进行正式友好访问。分别会见总统穆塞韦尼、议长卡达加、副总统塞坎迪，并同鲁贡达总理举行会谈。                                                               |
|            | 内罗毕        | 2018年6月16日-19日  | 对肯尼亚进行正式友好访问。分别会见总统肯雅塔、参议长卢萨卡，并同国民议会议长穆图里举行会谈。                                                                     |
| 埃及       | 开罗 卢克索省 | 2019年11月10日-13日 | 对埃及进行正式访问。分别会见总统塞西、总理马德布利，并同埃及议会议长阿里举行会谈。                                                                               |
| 阿曼       | 马斯喀特      | 2019年11月13日-16日 | 对阿曼进行正式访问。分别会见内阁事务副首相法赫德、阿曼协商会议主席马瓦利，并同阿曼国家委员会主席蒙泽里举行会谈。                                                 |
|            | 万象 琅勃拉邦 | 2019年11月16日-19日 | 对老挝进行正式访问。分别会见老挝人民革命党总书记、国家主席本扬，总理通伦，国会主席巴妮，并同老挝人民革命党中央政治局委员、建国阵线中央委员会主席赛宋蓬举行会谈。 |

## 王沪宁主席出访行程
| 国家 | 地点 | 日期               | 简介 |
| ---- | ---- | ------------------ | --- |
| 越南 | 河内 | 2024年7月25日-26日 | 作为中共中央总书记习近平特别代表，率中共代表团参加越共中央总书记阮富仲逝世的吊唁活动。分别会见越南国家主席苏林、越南总理范明政、越南祖国阵线主席杜文战和古巴共产党中央政治局委员、古巴全国人民政权代表大会主席拉索，此访以中共中央政治局常委和全国政协主席双重身份往访。 |